# Protoholozoa anthos
Protoholozoa anthos är en sjöpungsart som beskrevs av Monniot 1991. Protoholozoa anthos ingår i släktet Protoholozoa och familjen Holozoidae. Inga underarter finns listade i Catalogue of Life.